# Günther Maria Halmer
Pour les articles homonymes, voir Halmer.
Günther Maria Halmer est un acteur allemand, né le 5 janvier 1943 à Rosenheim (Bavière).

## Biographie
En 1967, il fréquente l'école Otto Falckenberg de Munich et fait ses débuts au Bayerische Staatsschauspiel de Munich. 
Après l'obtention de son diplôme d'art dramatique, il obtient son premier engagement au Kammerspiele de Munich de 1969 à 1974.
Sa carrière cinématographique lui permet de jouer aux côtés de grands noms internationaux tels que Ben Kingsley dans Ghandi de Richard Attenborough, Maximilian Schell, Omar Sharif et Laurence Olivier dans Pierre Le Grand, mini-série en quatre parties de Marvin J. Chomsky, Andréa Ferréol dans Lourdes de Lodovico Gasparini.
En 1988,il tient le rôle principal dans la série allemande Anwalt Abel basée sur les livres du juriste et écrivain Fred Breinersdorfer. 
L'acteur joue dans plus de 150 téléfilms et séries télévisées.
En 2017, Günther Maria Halmer publie son autobiographie Fliegen kann jeder (Littéralement : Tout le monde peut voler).

## Filmographie partielle
- 1976 : Les 21 heures de Munich de William A. Graham
- 1977 : Le Renard: Jack Braun (Série TV)
- 1979 : Inspecteur Derrick : L’as de carreau (Karo As)(série TV)
- 1979 : Tatort : 30 Liter Super (série TV)
- 1981 : Tatort : GrenzgängerGhandi

- 1982 : Gandhi de Richard Attenborough
- 1982 : Le Choix de Sophie (Sophie's Choice) d'Alan J. Pakula
- 1984 : Billet doux (mini-série TV)
- 1984 : Tatort : Gelegenheit macht     Liebe
- 1986 : Tatort : Riedmüller, Vorname Sigi
- 1986 : Pierre le Grand (Peter the Great) de Marvin Chomsky (TV)
- 1987 : La Révolte des pendus (La Rebelión de los colgados) de Juan Luis Buñuel
- 1988 : Un train pour Petrograd (Il treno di Lenin) de Damiano Damiani
- 1990 : Les Mystères de la jungle noire (I Misteri della giungla nera) de Kevin Connor (TV)
- 1992 : L'Atlantide de Bob Swaim
- 1993 : Candles in the Dark, de Maximilian Schell (TV)
- 1993 : Der Fall Lucona de Jack Gold
- 1996 : Un cas pour deux: Der Köder (série TV)
- 1996 : Tatort: Schneefieber
- 2001 : Lourdes de Lodovico Gasparini (TV)
- 2000 : Contrôle d’identité de Christian Petzold
- 2000 : Tatort: Bienzle und das Doppelspiel
- 2002 : Amen de Costa Gavras
- 2005 : Un koala, mon papa et moi (Ein Koala-Bär allein zu Haus) de Uwe Janson (TV)
- 2005 : Horizons lointains (Endloser Horizont) de Thomas Jauch (TV)
- 2006 : Les Enquêtes d'Agatha : Das Mörderspiel (série TV)
- 2008 : Berlin section Criminelle : Unter Freunden (série TV)
- 2011 : Tatort : Gestern war kein Tag
- 2013 : Bienvenue à la campagne (Willkommen auf dem Land) de Tim Trageser
- 2015 : Trouble-fête (film, 2015) (Familienfest) de Lars Kraume